# Mamut-200
Przegubowa wywrotka – opracowana przez inżynierów Ośrodka Badawczo Rozwojowego Maszyn Ziemnych i Transportowych, Huty Stalowa Wola w 1968 roku.

## Historia
Powstanie Kombinatu Przemysłowego, z Hutą Stalowa Wola, jako zakładu mającego produkować ciężkie maszyny budowlane, zespoły napędowe do tych maszyn oraz ciężkie pojazdy samochodowe o ładowności ponad 20 ton, było powodem skonstruowania tej maszyny.

## Konstrukcja
Wywrotkę zaprojektowano jako ciągnik jednoosiowy C1-201, z naczepą wywrotką NW-10, ze sterowaniem hydraulicznym. W konstrukcji wywrotki, wykorzystano podzespoły produkowanej przez HSW ładowarki hydraulicznej Ł-3: silnik, mosty napędowe, skrzynię biegów i  hydrauliczny układ sterowania.
Przeznaczona była do pracy m.in. przy budowie dróg, żwirowniach i kamieniołomach, kopalniach odkrywkowych.
Wywrotka o ładowności 20 ton , napędzana była silnikiem wysokoprężnym, WSK Mielec SW680/8, o mocy 193 KM, ze zmiennikiem momentu ZM-151, o dynamicznym przełożeniu 1: 2,8, poprzez sterowaną hydraulicznie 8-biegową, (4 biegi do przodu i 4 do tyłu) skrzynię biegów SB-163, własnej konstrukcji i mosty napędowe produkcji Fabryki Maszyn Radomsko.
Wyprodukowano ok. 30 sztuk, kilka sztuk pracowało m.in. podczas budowy magistrali LHS.